# Cephalobus nanus
Cephalobus nanus är en rundmaskart. Cephalobus nanus ingår i släktet Cephalobus och familjen Cephalobidae. Inga underarter finns listade i Catalogue of Life.